# せたまる
せたまるは、東京急行電鉄（現：東急電鉄）がかつて世田谷線専用に発行していたICカード乗車券である。

## 概要

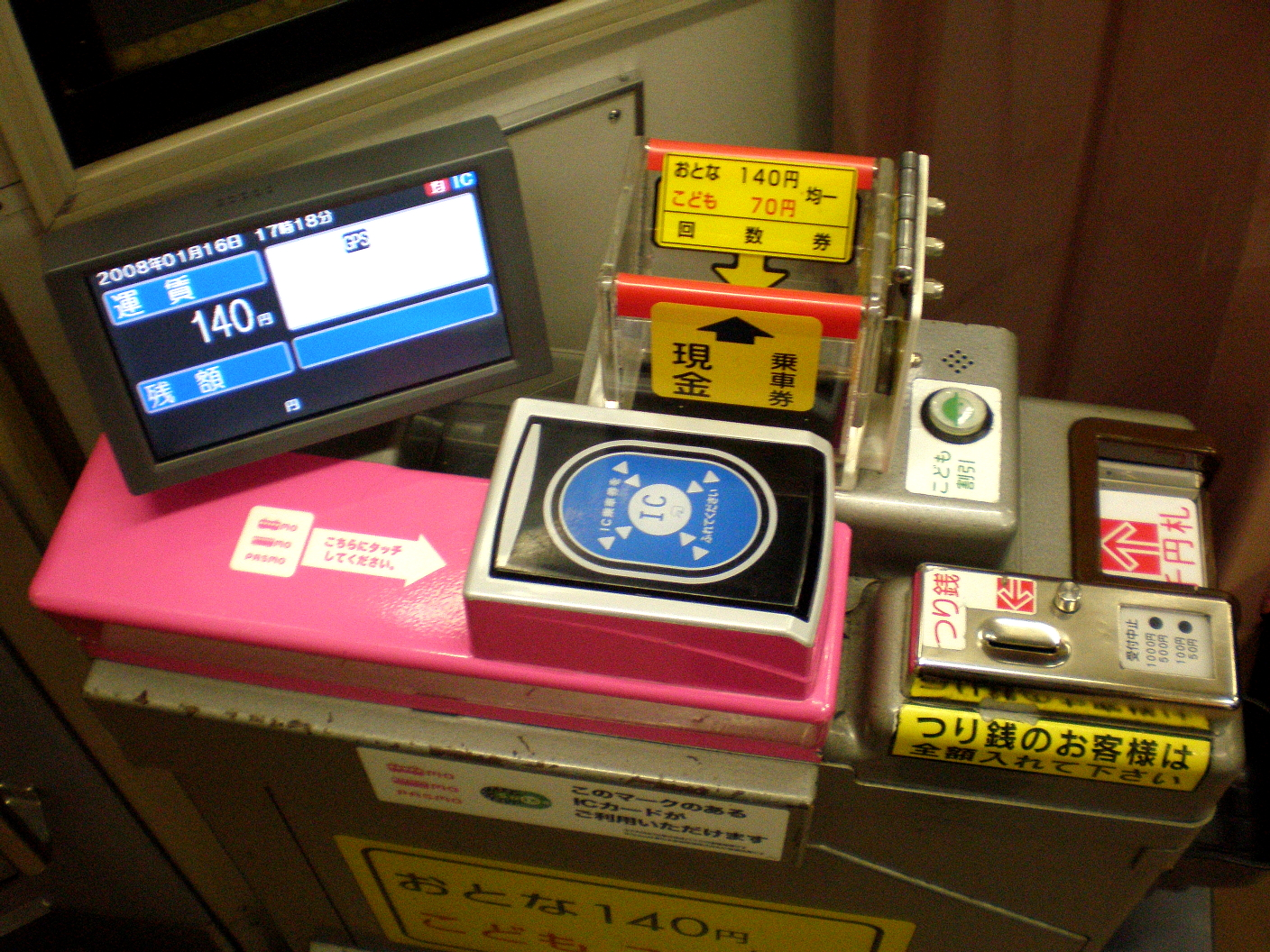
世田谷線車内の運賃箱
PASMO・Suicaで運賃を支払う場合はPASMOリーダーに、せたまるの場合は別に設置されたチェッカーにタッチするようになっていた。

せたまるは、東日本旅客鉄道（JR東日本）のSuicaと同様に非接触式ICカードFeliCaを採用しているが、カード端の切欠きはなく、ICチップ内のファイル構造もSuicaとは一部異なる。カード裏面右下に記載されている番号はTKで始まる。これは社名のローマ字表記 (Tokyo Kyuko Dentetsu) の一部からとられている。
名称の由来は、世田谷線の「せた」と利用者に便利なカードとして○（まる）をもらえる様にという願いを合わせ、「せたまる」とした。「せたまるくん」という忍者のイメージキャラクターがある。

## カードの種類

### せたまる回数券
チャージ（入金）が可能なプリペイドカードである。チャージは三軒茶屋駅・上町駅・下高井戸駅に設置されているせたまる発売機のほか、車内でも可能（車内でのチャージは1,000円のみ）。回数券ではあるが複数人での利用はできないため、従来どおり世田谷線専用の紙製回数券も併売された。
せたまる回数券には大人用と子供用があり、大人用は2,000円、子供用は1,000円で販売している。そのうち500円はデポジット（預かり金）であり、不要になったカードを返却すると払い戻される。また、発行日・発行駅・通番などが印字される。残額の上限は1万円。

### せたまる回数券のポイント
せたまる回数券にはポイント制度があり、利用の都度時間帯に応じてポイントが付与され、次回のチャージ時に加算される。付与されたポイントは世田谷線の運賃として利用できるほか、世田谷区や渋谷区などで流通する地域通貨「アースデイマネー」をせたまるのポイントに交換することもできる。また、沿線商店街・NPO法人が行う社会貢献活動や来店促進などに活用されたこともある。
- 平日の初電 - 10時、16時 - 終電：1ポイント
- 平日の10時 - 16時：2ポイント
- 土休日と12月30日 - 1月3日の終日：4ポイント

上記のポイントを蓄積し、10ポイントになった時点で1回分の運賃を次回の入金時に還元する。

### せたまる定期券
通勤と通学の2種類がある。券面の印字情報を書き換えることが可能なリライト機能を採用しているため、継続購入すれば同じカードを何回でも使用することができる。

## 利用方法
- 三軒茶屋駅・上町駅（三軒茶屋方面の乗り場のみ）・下高井戸駅では、駅改札口に設置された簡易改札機（チェッカー）にカードをタッチして乗車する。均一運賃のため降車時の処理はない。その他の駅では、車両の乗車口（前後の2か所）に設置されている装置（チェッカー）にタッチする。チェッカーはオレンジ色のもので、PASMO用のピンク色のものとは別個である[3]。タッチすると、せたまる定期券は1回、せたまる回数券は2回音が鳴る。
- せたまる回数券と現金の併用はできない。
- 2回以上のタッチによる二重課金を防止するため、1回タッチすると20分間は反応しない。このため20分以内に乗り継ぐ場合は、運転士または案内係に課金処理を申し出る必要がある。
- PASMOで乗車した場合と異なり、せたまる回数券は乗車した駅が記録されるため、三軒茶屋駅・上町駅・下高井戸駅に設置されているせたまる発売機で履歴を印字することが可能であった。履歴には乗車日・乗車駅・カード残額・累積ポイントが表示された。
- 車内の装置や駅のせたまる確認機は残額確認に使用することができた。通常課金処理は行われないが、朝ラッシュ時の上り線等ホームで係員が運賃の収受を行う時間帯においては、駅設置のせたまる確認機が手動モード切替によって簡易改札機として機能する。この場合は確認機に「入場」の掲示が行われ、反応音をホーム係員が確認することで入場することが可能となった。
- せたまるは身体障害者割引にも対応していた。身体障害者が利用する場合は身体障害者手帳を呈示する形となる。身体障害者のカードは左側に「割」の文字が入っていた。

## 歴史
2002年7月7日にサービスが開始され、翌2003年6月15日までの約1年間でせたまる定期券・せたまる回数券あわせて50,389枚が発行された。
2007年（平成19年）3月18日、東急電鉄でPASMOのサービスが開始されたが、導入当初は世田谷線内各駅でのチャージ（オートチャージを含む）、残額履歴確認、PASMOの発売・払い戻し・再発行の各サービスは行っておらず、世田谷線の定期券を付与することもできなかった。また、せたまる回数券やバス利用特典サービスのような利用に応じたポイントの還元サービスも行われていなかったため、世田谷線を定期券で利用する場合、もしくは頻繁に利用する場合は従来どおりせたまるを利用したほうが有利であり、世田谷線の車内や各駅にもその旨を明記したポスターが掲示されていた。

### サービス終了

2012年当時のICカード相互利用関係。せたまるエリア（世田谷線）はSuica・PASMOの利用は可能だったが、せたまるを両カードのエリアで使用することはできなかった。

PASMOの普及と利用の増加に伴う利便性向上を目的としてPASMOサービスに統一するため、2012年3月16日をもってせたまるの入金、販売、ポイント付与を終了し、同年9月30日には使用が終了され、サービス終了となった。
この代替として、2012年3月17日より三軒茶屋・下高井戸・上町（三軒茶屋方面の乗り場のみ）の各駅の駅舎で、PASMOの発売・払い戻し・再発行、残額履歴確認の各サービスが行われるようになった。上記の駅舎内に設置された自動券売機や車内設置の運賃箱でチャージは可能になった（世田谷線は全線均一運賃のため券売機での切符の発売は行っていない）が、オートチャージは引き続き利用できない。
同日には世田谷線用のPASMO定期券も販売を開始した。世田谷線のPASMO定期券はバス定期券と同等の扱いで、バス定期券情報が記録されているPASMOでは発行できない。また、PASMO以外のICカードに世田谷線の定期券情報を記録することもできない。

### 払い戻しについて
2012年3月16日まで、せたまるの払い戻しに際しては残額から手数料210円が差し引かれ、210円未満の残額がある場合は事実上210円未満の残金は返却されずポイントも換金されないため、デポジットの500円しか返却されなかった。ただし、ポイントが貯まっている場合は10ポイントを140円相当として手数料との相殺が可能であった。また、利用可能額140円未満の場合に不足分を現金で支払うことはできないため、（入金した金額を全額使い切るという意味において）損をすることなく解約するには、ポイントを15ポイント以上貯めるか、利用可能額が0円になったタイミングで行う必要があった。
同年3月17日のせたまる廃止に伴う手続改定によって払い戻し手数料が無料となり、ポイントが返金対象に含まれるようになったため、利用者から見たこのような不利益は解消された。その後、2017年3月31日をもってせたまるの払い戻しは終了した。
なお、紙の回数券については一部の券種を除いて2023年2月28日まで発売され、その後も2033年2月28日までは使用時の運賃と額面との差額（回数券発売終了後の2023年3月18日に運賃改定が行われたため）を払えば使用可能である。